# Горбата черепаха Барбура
Горбата черепаха Барбура (Graptemys barbouri) — вид черепах з роду Горбата черепаха родини Прісноводні черепахи. Отримала назву на честь американського зоолога Томаса Барбура.

## Опис
Загальна довжина карапаксу коливається від 11 до 333 см. Спостерігається статевий диморфізм: самиці значно більші за самців. У самиць є величезні жабоподібні голови з могутніми щелепами, у деяких особин ширина черепа може досягати 7,5 см. Самці мають дуже маленькі, вузькі голови. Молоді черепахи мають високі, пилкоподібні кілі, що тягнуться над хребтом уздовж панцира. У старих самиць кілі не помітні, хоча горби в кінці другого і третього хребетного щитка залишаються.
Карапакс коричнево-зелений з хвилястими жовтими лініями на бічних щитках з перевернутими L-подібними малюнками на крайових щитках. На шиї, кінцівках та хвості є жовто-зелені смуги. На потилиці виділяється пара вузьких ліній, що переходять у великі зеленуваті області позаду кожного ока. Пластрон у дорослих черепах без малюнка. У підлітків поперечні шви мають темну облямівку.

## Спосіб життя
Полюбляє чисті струмки з кам'янистим дном й достатком корчів. Полюють здебільшого вранці та опівдні. Харчується рибою, ракоподібними, земноводними, комахами, молюсками.
Самиця відкладає яйця у вологий пісок на березі. Кладка містить від 5 до 16, зрідка 22 яйця довжиною 3,8 см. Температура інкубації впливає на стать черепашенят. Температура інкубації 27—28 °C, термін інкубації 55—75 днів. Черепашенята з'являються наприкінці жовтня.

## Розповсюдження
Мешкає на південному заході Флориди й в суміжних Джорджії та Алабамі (США).